# August Tuxen (militär)

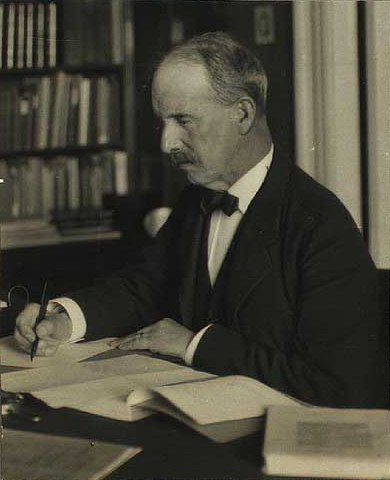
August Tuxen.

August Peder Tuxen, född den 4 mars 1853 på Als, död den 6 januari 1929 i Köpenhamn, var en dansk militär och krigshistoriker. Han var kusin till Søren Ludvig Tuxen.
Tuxen blev 1871 student och 1874 löjtnant i armén, avancerade 1899 till överstelöjtnant, blev 1911 generallöjtnant och var 1917–1918 kommenderande general på Själland. Han sysslade tidigt med krigshistoriska studier, var 1900–1902 medarbetare i "Meddelelser fra Krigsarkiverne" (9 band) och 1899–1910 i "Bidrag til den store nordiske Krigs Historie" (4 band) samt var 1901–1906 detta arbetes egentlige ledare. Han blev 1918 filosofie hedersdoktor i Lund. Han utgav 1924 Poul Vendelbo Løvenørn och skrev 1926 Danske Gesandtskabsberetninger om Görtz' Udenlandsfærd 1716–1717.